# Cry Me Out
"Cry Me Out" é uma canção da cantora inglesa Pixie Lott contida no seu álbum de estreia, Turn It Up. Escrita por Lott, Colin Campsie, Mads Hauge e Phil Thornalley, com produção pelos dois últimos, a faixa é uma balada reminiscente dos anos de 1950 do gênero soul que possui uma musicalidade do feriado de Natal e é composta na chave de lá maior. Na sua letra, a artista canta para um ex-namorado que havia traído-a e sua inspiração veio da qual a intérprete queria fazer uma obra triste, mas com uma mensagem forte e que servisse de auxílio para jovens mulheres superarem términos de relacionamentos amorosos. A composição recebeu em sua maioria análises positivas. Críticos exaltaram a execução vocal de Lott, sua maturidade transmitida e seu conteúdo lírico considerado profundo, da mesma forma que notaram este trabalho como um dos destaques do disco.
"Cry Me Out" foi lançada como o terceiro single do Turn It Up em 19 de novembro de 2009 e atingiu o décimo segundo lugar da tabela de músicas exitosas do Reino Unido, a UK Singles Chart. No país, veio a receber a certificação de prata pela British Phonographic Industry (BPI) por mais de duzentas mil cópias vendidas. Seu desempenho expandiu-se do território inglês para o resto da Europa com sua entrada em listas de nações como Eslováquia, Espanha, Suíça e Dinamarca, onde teve o pico de número quatro pela compilação Hitlisten. Esta repercussão fez com que a canção entrasse na classificação continental European Hot 100 na sua 38.ª posição. Seu sucesso chegou ao continente asiático através da edição internacional da Gaon Music Chart, classificação da Coreia do Sul, no número treze. Em localidade britânica, foi umas das faixas mais vendidas consecutivamente nos anos de 2009–10.
Seu vídeo acompanhante foi dirigido por Jake Nava em setembro de 2009 e teve locação em Cuba. Filmado em preto e branco, mostra Lott em uma série de cenas nas quais que ela canta para um ex-amante ter ultrapassado o relacionamento que tinham. A gravação recebeu críticas negativas por sua mensagem interpretada como de egocentrismo em vez de empoderamento e pelo número de balé feito. Apresentações ao vivo da canção ocorreram em programas televisivos e festivais musicais. "Cry Me Out" foi incluída nas duas primeiras turnês da inglesa — a Crazy Cats (2010), em uma sequência de balé, e a Young Foolish Happy Tour (2012), em uma versão acústica.

## Composição
Em entrevista ao departamento de jornalismo BBC News em junho de 2009, a cantora inglesa Pixie Lott comentou preferir compor sobre situações emotivas e mágoas amorosas por gostar de colocar-se no lugar de personagens de canções do seu álbum de estreia, Turn It Up. No caso de "Cry Me Out", ela quis escrever sobre algo triste, mas que mesmo assim possuísse uma mensagem positiva. A faixa é sobre um rapaz traidor e de acordo com a intérprete, tem o intuito de fortalecer jovens moças para que não fiquem depressivas após o término de uma relação. A conclusão de Lott é que o homem é quem deve chorar para esquecer a ex-parceira, ao invés da mulher assim fazer. Seu verso inicial, "Eu entendi teus e-mails, tu não entendes as mulheres", é o favorito da artista do seu primeiro disco.
Musicalmente, "Cry Me Out" é uma balada reminiscente dos anos de 1950 do gênero soul que possui uma sonoridade de véspera do feriado de Natal. De acordo com a partitura publicada pela Universal Music Publishing Group na página da Musicnotes, Inc, a música possui um metrônomo de sessenta batidas por minuto e é composta na chave de lá maior. O alcance vocal de Lott vai da nota baixa de lá até a alta de ré e a progressão harmônica da composição segue nos acordes de dó, ré e de sol maiores e fá, si e mi bemois maiores.

## Recepção

### Crítica
| Críticas profissionais | Críticas profissionais |
| Avaliações da crítica  | Avaliações da crítica  |
| Fonte                  | Avaliação              |
| ---------------------- | ---------------------- |
| BBC                    | [ 10 ]                 |
| Digital Spy            | [ 7 ]                  |

"Cry Me Out" recebeu em sua maioria críticas favoráveis. Fraser McAlpine, redator do blog musical Chart Blog da rede BBC, foi positivo com a canção pela execução vocal de Lott e exaltou a maturidade transmitida na gravação, afirmando também seu verso inicial como "arrasador". David Balls, do portal Digital Spy, elogiou igualmente a voz da cantora e notou que embora a faixa não seja original e não tenha o mesmo impacto dos singles anteriores do Turn It Up, ainda "mostra a classe que caracterizou o sucesso inicial de Lott (...)". Priya Elan, do jornal The Guardian, foi mais sarcástico e crítico com a obra: comentou que é a composição "mais cínica" que já ouviu por ser do tipo comercial que envolve promoção demasiada, incluindo como "toque de telefone celular". O final da sua resenha foi o seguinte: "Escute, escute com bastante atenção que ouvirá o rosnado do puro mal."
"Cry Me Out" foi também comentada em análises do Turn It Up. Cathy Rose A. Garcia, do periódico The Korea Times, e Sarah-Louise James, do Daily Star, apontaram a faixa como um dos destaques do álbum, ao passo que Robert Spellman, do Daily Express, relatou ser uma das contidas no projeto que demonstram algum tipo de profundidade. Escrevendo sobre o disco, Paul Lester, da BBC, aclamou a canção e seu primeiro verso: "(...) é espirituosa e sensata, uma grande lição de como pôr a linguagem contemporânea em função de uma melodia sublime."

### Comercial

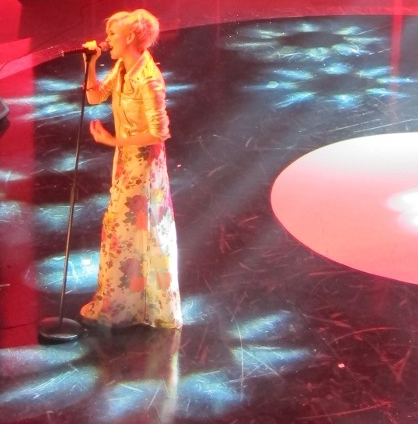
Lott cantando "Cry Me Out" na Young Foolish Happy Tour (2012).

"Cry Me Out" fez sua estreia nas tabelas musicais através da UK Singles Chart, publicada pela empresa britânica Official Charts Company (OCC), na semana de 8 de novembro de 2009 no número 45. Na data de 12 de dezembro seguinte, alcançou seu pico na décima segunda posição da lista, na qual permaneceu por um total de 23 semanas. O single já havia entrado na compilação irlandesa Irish Singles Chart dois dias antes no seu 31.° lugar e, no mesmo mês, ficou na décima terça colocação da escocesa divulgada pela companhia mencionada anteriormente. Na Eslováquia, seu melhor emprego foi no 58.° da classificação radiofônica local da Federação Internacional da Indústria Fonográfica (IFPI). No gráfico continental europeu European Hot 100, a canção teve seu auge no valor de 38.
Em fevereiro de 2010, "Cry Me Out" recebeu a certificação de disco de prata pela British Phonographic Industry (BPI) por mais de duzentas mil cópias vendidas no Reino Unido. Naquele ano, desempenhou-se na quadragésima situação do periódico de faixas da corporação espanhola Productores de Musica de España (PROMUSICAE) e na 66.ª do suíço Schweizer Hitparade. Seu sucesso expandiu-se do continente europeu ao entrar na edição internacional da Gaon Music Chart, parada da Coreia do Sul, na qual seu pico foi ao atingir o número treze. Na publicação da OCC das músicas mais vendidas de 2009, a composição ficara no 121.° posto, e na de 2010, no 144.°. Na Dinamarca, Lott teve seu melhor êxito no país com o trabalho, que atingiu a quarta posição na Hitlisten em 2011.

## Vídeo musical

Captura do vídeo de "Cry Me Out" filmado em preto e branco, na cena em que Lott faz um gesto de choro simulado. Seu comportamento em relação a deixar seu ex-namorado do roteiro da gravação foi criticado por sua mensagem interpretada como egocentrismo e privilégio disfarçados de empoderamento em rituais de uma artista.

O vídeo para "Cry Me Out" foi dirigido por Jake Nava em setembro de 2009 e teve locação em Cuba. Antes do seu lançamento, Lott comentou ao jornal The Sun sobre a elaboração da gravação: "Estou muito animada para ver o produto final. Nos divertimos muito o gravando. Os locais relacionavam-se com cada visual das cenas, o que foi interessante." A representação audiovisual da canção foi divulgada em 30 de outubro daquele ano, mostrando que fora feita em preto e branco.
O vídeo começa com a captura de um rapaz chorando. Lott é vista descendo as escadas de uma casa ao passo que inicia a cantar “Cry Me Out” e então enxerga sua imagem em um espelho, quando uma empregada doméstica ajuda-lhe com sua maquiagem e preparo de vestes ao pôr um casaco na cantora. Cenas da artista em um cômodo diferente da moradia usando um tutu e fazendo passos de balé e outras dela deitada em uma mesa de jantar com homens ao seu redor, como se ela fosse a refeição, são intercaladas. A cantora é acompanhada a um grupo de dançarinas em sua coreografia e o cenário muda no momento em que é retratada deitada em uma cadeira próxima a uma piscina, enquanto outras mulheres fazem nado sincronizado na área de lazer. Portanto, o indivíduo do princípio é demonstrado secando suas lágrimas e Lott faz um gesto de choro simulado perante seu reflexo no seu local de início, indo embora dele consequentemente.
O trabalho recebeu análises negativas. Jude Rogers, do The Guardian, relatou que após as cenas de Lott abandonar seu então parceiro e consequentemente olhar-se em um espelho, o visualizador acaba por torcer por ele e que nas da artista descendo as escadas e vestindo o casaco em um sinal de liberdade, a mensagem não é de poder, mas sim de "felicidade e privilégio disfarçadas como empoderamento; uma estrela de pop fazendo rituais para si mesma". Tom Howard, da revista britânica NME, fez notas sobre o vídeo, afirmando que a cantora tomou uma boa decisão em não embarcar em uma carreira profissional de balé.

## Apresentações ao vivo

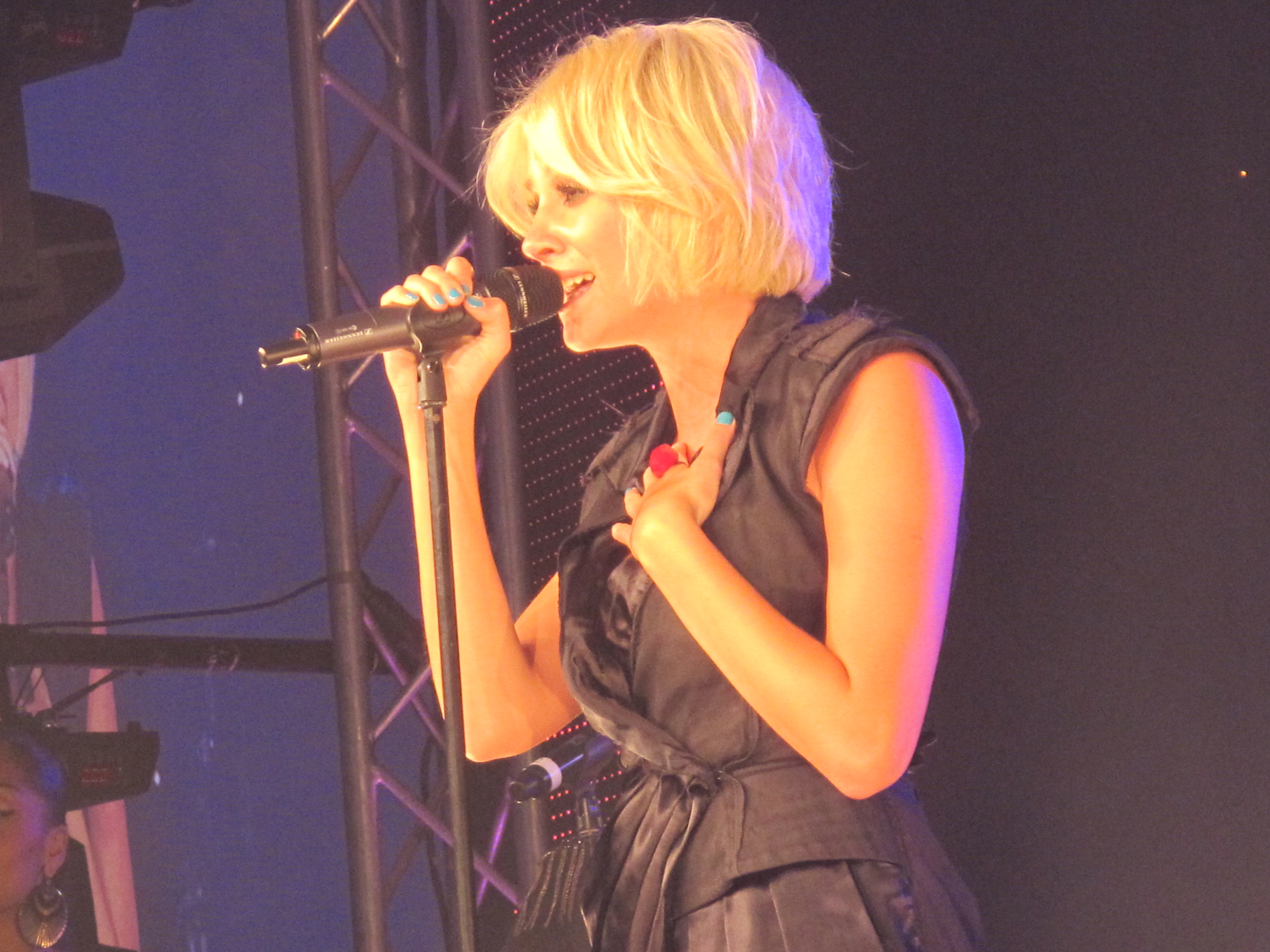
Lott cantando "Cry Me Out" em 2011.

Em função de divulgar o Turn It Up, Lott cantou faixas do álbum em 2009, incluindo "Cry Me Out", para o registro MTV Push, que é transmitido para filiais da rede transmissora em outras nações do globo. Durante o tempo que passou, a cantora veio a interpretar a canção em outras ocasiões, como no programa televisivo britânico Blue Peter. No dia 23 de maio de 2010, a intérprete compareceu ao festival Radio 1's Big Weekend na cidade galesa de Bangor, onde fez uma performance ao vivo da composição. Em 13 de novembro seguinte, a rede Independent Television transmitiu um concerto gravado em um palco para o especial One Night Stand with Pixie Lott, no qual Lott executou faixas do Turn It Up como "Cry Me Out". No último bimestre de 2010, a faixa fez parte do repertório da primeira turnê musical da artista, a Crazy Cats Tour, na qual foi executada em uma sequência de balé.
Em 2011, a cantora apresentou a faixa em eventos de promoção do seu segundo álbum de estúdio, Young Foolish Happy. Na data de 31 de julho, ela compareceu ao festival Key 103 Live, da cidade de Manchester, onde cantou a música. Em 14 de novembro seguinte, o programa britânico The Album Chart Show mostrou apresentações de Lott cantando seu novo material, além dos singles anteriores "Mama Do (Uh Oh, Uh Oh)" e "Cry Me Out". Mais tarde, em 3 de dezembro, a obra foi interpretada no conjunto de concertos Jingle Bell Ball, de Londres. "Cry Me Out" foi incluída em datas seletas do repertório da segunda excursão da inglesa, a promocional Young Foolish Happy Tour (2012), quando foi tocada em uma versão acústica.

## Lista de faixas
Um extended play (EP) através de download digital foi lançado em 19 de novembro de 2009 pela Mercury Records contendo a versão original de "Cry Me Out" mais três remixes, servindo como o terceiro single do álbum Turn It Up.
| Extended play (EP) digital |                                         |         |  |
| N.º                        | Título                                  | Duração |  |
| 1.                         | "Cry Me Out"                            | 4:04    |  |
| 2.                         | "Cry Me Out" (Bimbo Jones Remix Edit)   | 3:28    |  |
| 3.                         | "Cry Me Out" (Bimbo Jones Remix)        | 6:28    |  |
| 4.                         | "Cry Me Out" (Desert Eagle Discs Remix) | 6:00    |  |
| Duração total:             | Duração total:                          | 20:00   |  |

## Créditos de elaboração
Lista-se abaixo os profissionais envolvidos na elaboração de "Cry Me Out", de acordo com o encarte acompanhante ao álbum Turn It Up:
| - Composição: Pixie Lott, Mads Hauge, Phil Thornalley, Colin Campsie; - Vocais: Pixie Lott; - Vocais auxiliares: Lott, Hauge; - Produção: Hauge, Thornalley; - Masterização: Tom Coyne; - Mixagem: Phil Tan; - Engenharia: Hauge; - Assistência de engenharia: Chris Sansom, Carlos Oyanedel; - Programação: Hauge; - Pro Tools: Hauge; | - Gravação de cordas: Graham Linehy; - Arranjo e condução de cordas: Sally Herbert; - Violino: Everton Nelson, Richard George, Emlyn Singleton, Julia Singleton, Jackie Norrie, Rick Koster, Calina de la Mer; - Viola: Bruce White, Claire Orsler, Clare Finnimore; - Violoncelo: Ian Burdge, Chris Worsey; - Violão: Jon Green, Hauge; - Baixo: Hauge; - Piano: Green; - Wurlitzer: David Tench; - Glockenspiel: Thornalley. |